# Reina Triendl
Reina Triendl (トリンドル 玲奈 Torindoru Reina?,  Viena, Austria, 23 de enero de 1992) es una actriz, modelo y tarento japonesa, afiliada a Platinum Production. Triendl es hija de padre austríaco y madre japonesa.

## Filmografía

### Televisión
- Kuro no Onna Kyōshi (TBS, 20 de julio — 21 de septiembre de 2012)
- Sugarless (NTV, 3 de octubre — 26 de diciembre de 2012)
- Biblia Koshodō no Jiken Techō (Fuji TV, 14 de enero — 25 de marzo de 2013)
- Cheap Flight (NTV, 1 de marzo de 2013)
- Bad Boys J (NTV, 6 de abril — 22 de junio de 2013)
- Shiawase ni Naru 3-tsu no Kaimono: "Ii ne!" o Katta Onna (Kansai TV, 25 de junio de 2013)
- Yamada-kun and the Seven Witches' (Fuji TV, 10 de agosto — 28 de septiembre de 2013)[1]
- Mizuki Shigeru no Gegege no Kaidan: Yōkai Makura Kaeshi (Fuji TV, 3 de agosto de 2013)
- Danda Rin ~ Roudō Kijun Kantokukan (NTV, 2 de octubre — 10 de noviembre de 2013)
- Lost Days (Fuji TV, 11 de enero — 15 de marzo de 2014)[7]
- Gomen ne Seishun! (TBS, 19 de octubre — 21 de diciembre de 2014)
- Fuben na Benriya (TV Tokyo, 10 de abril — 27 de junio de 2015)
- Aru Hi, Ahiru Bus (NHK BS Premium, 5 de julio — 23 de agosto de 2015)
- 37.5 °C no Namida (TBS, 9 de julio — 17 de septiembre de 2015)
- Itsuka Tiffany de Choushoku wo (NTV, 10 de octubre de 2015 — )

### Películas
- Bad Boys J The Movie: Saigo ni Mamoru Mono (2013)
- Ju-on: The Beginning of the End (2014)
- Terrace House: Closing Door (2015)
- Tag (2015)